# Xã Elbridge, Quận Edgar, Illinois
Xã Elbridge (tiếng Anh: Elbridge Township) là một xã thuộc quận Edgar, tiểu bang Illinois, Hoa Kỳ. Năm 2010, dân số của xã này là 830 người.